# Franck Bonnamour
Franck Bonnamour (* 20. Juni 1995 in Lannion) ist ein ehemaliger französischer Radrennfahrer.

## Sportlicher Werdegang
Seit 2012 Franck Bonnamour im internationalen Radsport aktiv. In diesem Jahr gewann er eine Etappe des Junioren-Rennens Liège-La Gleize und wurde Zweiter der Gesamtwertung. 2013 belegte er beim Straßenrennen der Junioren-Europameisterschaften Platz 20, und 2015 wurde er französischer Vize-Meister der U23.
Jeweils ab 1. August 2014 und 2015 fuhr Bonnamour als Stagiaire für das Team Bretagne-Séché Environnement und blieb bis 2020 bei dieser Mannschaft, die mehrfach den Namen wechselte. 2019 belegte er in der Gesamtwertung der Tour of Norway Platz elf und Achter von Kreiz Breizh Elites, und er wurde Zweiter der Tour du Doubs.
Für 2021 erhielt er einen Vertrag bei B&B Hotels p/b KTM und wurde in diesem Jahr erstmals bei einer Grand Tour, der Tour de France, eingesetzt. Er beendete die Rundfahrt als 22. der Gesamtwertung und wurde als kämpferischster Fahrer mit der Roten Rückennummer ausgezeichnet. Seine gute Form konnte er mit zweiten Plätzen in der Gesamtwertung der Tour du Limousin und bei Paris–Tours bestätigen. In der Saison 2022 erzielte er seinen ersten Sieg als Profi, als er das Eintagesrennen Polynormande im Sprint einer kleinen Gruppe gewann.
Nachdem das Team B&B Hotels keine Lizenz für die Saison 2023 erhalten hatte, wechselte Bonnamour zum UCI WorldTeam AG2R Citroën Team. Im Jahr 2024 wurde er kurz nach der Tour Down Under aufgrund von Unregelmäßigkeiten im Blutpass von UCI suspendiert. Am 25. März wurde er von seiner Mannschaft entlassen, wenngleich er die Vorwürfe verneinte. Im November erklärte Franck Bonnamour im Alter von 29 Jahren sein Karriereende, da er sich aus finanziellen Gründen nicht gegen die Dopinganschuldigungen wehren konnte. Zugleich wiederholte er erneut seine Unschuld.

## Erfolge
2012
- eine Etappe Liège-La Gleize (Junioren)

2013
- Junioren-Europameister – Straßenrennen

2017
- Bergwertung Tour du Haut Var

2021
- Rote Rückennummer Tour de France

2022
- Polynormande

## Grand Tours-Platzierungen
| Grand Tour            | 2021 | 2022 | 2023 | 2024 |
| --------------------- | ---- | ---- | ---- | ---- |
| Giro d’ItaliaGiro     | –    | –    | –    | –    |
| Tour de FranceTour    | 22   | 65   | –    | –    |
| Vuelta a EspañaVuelta | –    | –    | –    | –    |